# Diablo (группа)
Diablo — финская мелодик-дэт/грув-метал группа, основанная в 1995 году как «Diablo Brothers». Их четвертый альбом, Mimic47, вышел в январе 2006 года и попал на первое место финских чартов . 14 мая 2008 года Diablo выпустили пятый студийный альбом, Icaros. Он попал на второе место финских музыкальных чартов.

## Участники
- Rainer Nygård — вокал, гитара (1995-настоящее время)
- Marko Utriainen — гитара (1995-настоящее время)
- Aadolf Virtanen — бас-гитара (1995-настоящее время)
- Heikki Malmberg — ударные (2000-настоящее время)

### Бывшие участники
- Timo Kemppainen — ударные (1995—2000)

## Дискография

### Альбомы
- Elegance In Black (2000)
- Renaissance (2002)
- Eternium (2004)
- Mimic47 (2006)
- Icaros (2008)
- Silver Horizon (2015)
- When All the Rivers Are Silent (2022)

### Синглы
- «Princess» (1999)
- «Intomesee» (2002)
- «Read My Scars» (2003)
- «Mimic47» (2005)
- «Damien» (2005)
- «Icaros» (2008)
- «Isolation» (2015)
- «Grace Under Pressure» (2019)
- «The Extinctionist» (2020)
- «The Stranger» (2022)

### Клипы
- Angel (2002)
- Read My Scars (2004)
- Mimic47 (2006)
- Icaros (2008)
- Isolation (2015)
- Grace Under Pressure (2019)
- The Stranger (2022)